# Jussi-Pekka Taavitsainen
Jussi-Pekka Taavitsainen, född 26 september 1951 i Helsingfors, är en finländsk arkeolog.
Taavitsainen blev filosofie doktor 1991. Doktorsavhandlingen Ancient hillforts of Finland baserar sig på hans egna grävningar 1983–1988 i Kuhmois och analyserar också flera av landets övriga fornborgar, deras funktion och datering.
Taavitsainen var 1972–1994 i olika repriser anställd som forskare vid Museiverkets förhistoriska avdelning och utnämndes 1995 till professor i finsk och jämförande arkeologi vid Åbo universitet. År 2004 utnämndes han till ledamot av Finska Vetenskapsakademien.
I sin forskning har Taavitsainen behandlat bland annat föremål från Kustö biskopsborg och deras datering och  författat ett flertal artiklar om medeltida fynd och Finlands förhistoriska hällmålningar. Han betonar behovet av tvärvetenskapliga aspekter inom arkeologin och flera av hans forskningsprojekt, till exempel båtfyndet från Suolahti i Keuru, har utförts i samarbete med geologer och övrig expertis.